# Cyclophora latefasciata
Cyclophora latefasciata là một loài bướm đêm trong họ Geometridae.